# Jean de Bussières
Pour les articles homonymes, voir de Bussières.
Jean de Bussières, né le 14 novembre 1607 à Villefranche-sur-Saône et mort le 26 octobre 1678 à Lyon, est un ecclésiastique et un poète français du xviie siècle.

## Biographie
Prêtre jésuite, entré au noviciat en 1631, Jean de Bussières occupe les fonctions de recteur à Mâcon puis à Lyon.
Il est connu pour avoir composé en vers latins un poème à la gloire du souverain sur le thème de l'île de Ré délivrée des Anglais, De Rhea liberata (1655), et un autre sur Scanderbeg, en 8 livres, (1662). Il s'est aussi essayé avec peu de succès à la poésie en vers français.

## Œuvres
- 1649 : Les descriptions poëtiques. Lyon, chez Jean Baptiste Devenet, 238 p.
- 1661 : Basilica Lugdunensis sive domus consularis descripta ab, Lyon
- 1671 : Mémoires contenant ce qu'il y a de plus remarquable dans Villefranche, capitale du Beaujolais, Villefranche
- 1671 : Histoire de France (en latin)
- Histoire du Japon (non publiés, conservée à la Bibliothèque de Lyon)
- Histoire de l'Espagne (non publiés, conservée à la Bibliothèque de Lyon)